# Tobias Menzies
Hanan Tobias Simpson Menzies (ur. 7 marca 1974 w Londynie) – brytyjski aktor teatralny, filmowy i telewizyjny.

## Życiorys

### Wczesne lata
Urodził się w Londynie. Jego matka Gillian Simpson była nauczycielką, a jego ojciec Peter Menzies pracował w BBC jako producent radiowy. Jego brat Luke został radcą prawnym. Tobias Menzies towarzyszył matce w przedstawieniach teatralnych i rozwinął pasję do aktorstwa. Kształcił się we Frensham Heights School, następnie odbył kurs aktorski w Stratford-upon-Avon College. W 1998 ukończył studia w Royal Academy of Dramatic Art.

### Kariera
W latach 1998–2000 grał Franka Gallaghera w 11 odcinkach serialu medycznego BBC One Na sygnale. W telewizyjnym dramacie historycznym Długość geograficzna (2000) z udziałem Jeremy’ego Ironsa pojawił się jako sekretarz Halleya. Wkrótce zaczął też przyjmować małe role filmowe; wystąpił jako John w dramacie The Low Down (2000) u boku Aidana Gillena, jako Reg w komedii romantycznej Piccadilly Jim (2004) z Samem Rockwellem, jako współwłaściciel teatru w dramacie Marca Forstera Marzyciel (2004) u boku Johnny’ego Deppa i jako porucznik Llewelyn w dramacie politycznym Pierrepoint: Ostatni kat (2005) z Timothym Spallem. W brytyjskim dreszczowcu szpiegowskim  Casino Royale (2006), należącym do serii o przygodach Jamesa Bonda, wcielił się w postać Villiersa, młodego asystenta M (Judi Dench) w kwaterze głównej MI6.
Grał na scenie w takich sztukach jak komedia Williama Congreve’a Światowe sposoby, The History Boys, Hamlet i Wiśniowy sad. W 2003 był nominowany do Ian Charleson Award za rolę w sztuce Trzy siostry, wystawianej w Playhouse Theatre.
Wystąpił w podwójnej roli Franka Randalla i Jonathana „Czarnego Jacka” Randalla w serialu historycznym Starz Outlander (2014–2018), który przyniósł mu nominację do Złotego Globu, a także jako Marek Juniusz Brutus w serialu BBC i HBO Rzym (2005–2007) oraz jako Edmure Tully w serialu HBO Grze o tron (2013, 2016, 2019). Wcielił się w postać Filipa, księcia Edynburga w trzecim i czwartym sezonie serialu Netflix The Crown (2019–2020).

## Filmografia
- 1998: Na sygnale
- 2000: Długość geograficzna
- 2002: I Saw You
- 2004: Marzyciel
- 2005: Pierrepoint: Ostatni kat
- 2005: Rzym
- 2006: Casino Royale
- 2007: Persuasion
- 2009: Anton Chekov's The Duel
- 2009: Tajniacy (serial)
- 2010: Jackboots on Whitehall
- 2013: Gra o tron
- 2014: Morze Czarne
- 2014: Outlander
- 2014: Uczciwa kobieta
- 2017: Underworld: Wojny krwi
- 2019: The Crown
- 2025: F1